# Henric Berengar
Henric Berengar  (n. 1137 – d. 1150, Roma, Statele Papale) a fost membru al familiei Hohenstaufen, ca fiu legitim mai mare al regelui Conrad al III-lea al Germaniei cu cea de a doua soție a sa, Gertruda de Sulzbach.
Henric Berengar este uneori nominalizat drept Henric al VI-lea, număr pe care l-ar fi avut dacă ar fi succedat pe de-a întregul în Regatul Germaniei. Numele l-a primit după bunicul său pe linie maternă, împăratul Henric al IV-lea, respectiv după tatăl mamei sale, contele Berengar al II-lea de Sulzbach. 
Conrad l-a numit pe Henric Berengar în funcția de co-rege în martie 1147 și l-a încoronat în 30 martie la Aachen. Henric Berengar era pregătit să devină rege, el declarându-se ca atare în scrisorile adresate împăratului bizantin Manuel I Comnen și împărătesei Irina, sora Gertrudei, ca urmare a victoriilor din anul 1150 împotriva rivalilor Welf al VI-lea și Welf al VII-lea. Henric a murit însă în același an și a fost înmormântat în mănăstirea din Lorsch. 